# 索科利夫卡 (新烏希齊亞區)
48°43′47″N 27°13′29″E / 48.72972°N 27.22472°E
索科利夫卡（烏克蘭語：Соколівка），是烏克蘭西部的村莊，隸屬赫梅利尼茨基州的卡緬涅茨-波多利斯基區。該村始建於1922年，面積0.28平方公里，海拔高度265米，2001年人口51。